# حمید سهیلی
حمید سهیلی (زادهٔ ۳۰ بهمنِ ۱۳۲۷ – درگذشته ۳۰ شهریورِ ۱۳۹۸) در تهران پژوهشگر، نویسنده، تهیه‌کننده و کارگردان ایرانی بود.

## سرگذشت
وی فعالیت هنری خود را از سال ۱۳۵۳ آغاز نمود و در نخستین کار حرفه‌ای خود یعنی سریال آتش بدون دود دستیار اول کارگردان بود. سپس در فیلم‌هایی چون اسرار دریای سرخ (محصول مشترک ایران و فرانسه)، سفرهای پیترو دلاواله (محصول مشترک ایران و ایتالیا)، قلعه الموت، سفرهای دور و دراز هامی و کامی و مراسم جشن سده به عنوان دستیار اول کارگردان تا اواخر سال ۱۳۵۷ همکاری داشت. از وی به عنوان یکی از شناخته‌ترین مستندسازان معماری ایران یاد می‌شود که معماری ایرانی را جهانی نمود. مجموعه ۳۳ قسمتی معماری ایرانی به کارگردانی او از سوی یونسکو ثبت جهانی شد و در خرداد ۱۳۹۸ مراسم نکوداشتی در خانه سینمای ایران برای وی برگزار گردید.

## فیلم‌شناسی
- دستیار اول تهیه و تدارکات مجموعه تلویزیونی آتش بدون دود به کارگردان نادر ابراهیمی – ۱۳۵۳.
- مدیر تهیه و تدارکات مجموعه تلویزیونی سیاحت ایران، قلعه حسن صباح (۶ قسمت)، کارگردان داریوش مهرجویی- ۱۳۵۴
- دستیار اول کارگردان مجموعه تلویزیونی سفرهای دور و دراز هامی و کامی(۵۲قسمت)، کارگردان نادر ابراهیمی- ۱۳۵۶–۱۳۵۴
- تهیه‌کننده برنامه ایران زمین، شبکه اول تلویزیون ملی ایران (۵ برنامه ویدئویی) با عنوان سرزمین ما- ۱۳۵۸–۱۳۵۶
- مدیر صحنه و تدارکات فیلم سینمایی مرگ یزدگرد – کارگردان بهرام بیضایی – ۱۳۶۰
- تهیه‌کننده و کارگردان مجموعه مستند کارگاه‌های صنایع دستی، ۱۴ فیلم (۲۵۰ دقیقه) – ۱۳۵۸–۱۳۵۶
- تهیه‌کننده و کارگردان مجموعه مستند مروری بر تاریخچه مختصر خط در ایران، ۶ فیلم، (۲۶۰ دقیقه) – ۱۳۵۹
- تهیه‌کننده و کارگردان مجموعه مستند بسوی سیمرغ (نقاشی قدیم ایرانی)، ۱۲ فیلم (۴۴۶ دقیقه)- ۱۳۶۲–۱۳۶۰
- تهیه‌کننده و کارگردان مجموعه مستند معماری ایرانی ۳۳ فیلم (۱۳۷۱ دقیقه) – ۱۳۷۱–۱۳۶۲
- تهیه‌کننده و کارگردان مجموعه مستند رابطه‌های پنهان ۷ فیلم (۲۸۸ دقیقه) ۱۳۹۳–۱۳۹۱
- تهیه‌کننده و کارگردان فیلم مستند: قزوین – کتابت، خوشنویسی، فرهنگنامه ۱ فیلم ۴۰ دقیقه ۱۳۹۵ – ۱۳۹۴
- تهیه‌کننده و کارگردان فیلم مستند: وزارت مسکن و شهرسازی- شرکت مادر تخصصی عمران و بهسازی شهری ایران
- تهیه‌کننده و کارگردان مجموعه مستند بافت قدیم شهرهای ایران ۳۱ فیلم (۱۱۹۸ دقیقه) ۱۳۹۰–۱۳۷۱
- تهیه‌کننده و کارگردان مجموعه مستند عمران و بهسازی شهری از زبان متولیان – ۶۸ مصاحبه (۳۸۰۰ دقیقه) – ۱۳۸۸

### کارگردانی

#### مجموعه مستند: رابطه‌های پنهان / جستجویی در ارزش‌ها و مفاهیم فرهنگ وتمدن ایرانی
- اصفهان – تولد شهر ۴۰ دقیقه ۹۲ – ۱۳۹۱
- اصفهان – شهر انعکاسها ۴۰ دقیقه ۹۲ – ۱۳۹۱
- اصفهان – بعد از صفویه ۴۰ دقیقه ۹۲ – ۱۳۹۱
- هندسه گردون، هندسه شکسته در باغ ایرانی ۴۵ دقیقه ۹۲ – ۱۳۹۱
- نور و رنگ در معماری ایرانی ۴۱ دقیقه ۹۳ – ۱۳۹۲
- فرسودگی و فرسایش در معماری ایرانی ۴۰ دقیقه ۹۳ – ۱۳۹۲
- دیروز و امروز در معماری ایرانی ۲۴ دقیقه ۹۳ – ۱۳۹۲

#### مجموعه مستند: بافت قدیم شهرهای ایران
- نائین ۵۰ دقیقه ۷۲–۱۳۷۱
- شوشتر ۴۷ دقیقه ۷۲–۱۳۷۱
- گرگان ۴۸ دقیقه ۷۲–۱۳۷۱
- بوشهر ۴۹ دقیقه ۷۲–۱۳۷۱
- تهران – دوران معاصر ۴۹ دقیقه ۷۴ – ۱۳۷۳
- تهران – دوران نوگرایی ۵۲ دقیقه
- تهران- دوران دگرگونی ۴۷ دقیقه
- تهران – دوران انتقال ۴۷ دقیقه
- تهران – در آغاز ۴۶ دقیقه
- اصفهان – نصف جهان – جادوی خیال ۴۳ دقیقه ۷۷–۱۳۷۵
- اصفهان – نصف جهان – حریم‌ها ۴۷ دقیقه
- تبریز ۵۴ دقیقه ۱۳۷۸
- شیراز ۵۲ دقیقه ۱۳۷۸
- مشهد اردهال ۳۴ دقیقه ۷۹–۱۳۷۸
- فضای میدان در پایتخت‌های ایران، دوران اسلامی ۵۳ دقیقه ۱۳۷۹
- نشانه‌های زندگی کشاورزی در بافت قدیم ساری ۵۰ دقیقه ۱۳۸۱
- یزد پاییز ۸۱ ۵۴ دقیقه ۱۳۸۱
- بازسازی و بهسازی بافت‌های قدیمی و فرسوده، حاشیه نشینی ۲۴ دقیقه ۱۳۸۱
- بازار ۲۲ دقیقه ۱۳۸۲
- مروری بر بافت قدیم شهرهای ایران ۴۴ دقیقه ۱۳۸۲
- چهار اقلیم ۲۴ دقیقه ۱۳۸۲
- بم ۱۱ دقیقه ۱۳۸۲
- بم زیبا برایم بگو ۳۱ دقیقه ۱۳۸۳
- معماری مساجد ایران ۲۸ دقیقه ۱۳۸۴
- روز دهم ۲۴ دقیقه ۱۳۸۴
- جاودانه‌های معماری وشهرسازی ایران – ۱ ۲۰ دقیقه ۱۳۸۵
- جاودانه‌های معماری وشهرسازی ایران – ۲ ۳۱ دقیقه ۱۳۸۵
- محورهای پیاده – از گذشته‌های دور ۲۸ دقیقه ۱۳۸۶
- محورهای پیاده – نوسازی‌ها و بهسازی‌ها ۳۳ دقیقه ۱۳۸۶
- گسل تبریز ۴۴ دقیقه ۱۳۸۷
- عمران و بهسازی شهری از زبان متولیان (۶۸ مصاحبه) ۳۸۰۰ دقیقه ۱۳۸۸
- بیست سال – مروری بر فعالیت‌های مرکز مطالعات و تحقیقات ۴۷ دقیقه ۱۳۸۹
- مسابقه معماری – طراحی نمای برجهای هزاره سوم ۱۳۸۹ ۴۴ دقیقه ۱۳۹۰

#### فیلم‌های مجموعه مستند تاریخی و معماری
- دوران ماد و هخامنشی ۵۰:۲۴
- دوران سلوکی و اشکانی ۳۸:۱۱
- دوران ساسانی ۴۰:۳۶
- معماری قرون اول تا چهارم هجری قمری ۲۹:۲۸
- معماری قرون چهارم تا هفتم هجری قمری ۴۷:۰۰
- معماری قرون هفتم و هشتم هجری قمری ۴۴:۰۸
- معماری قرون هشتم و نهم هجری قمری ۴۵:۴۱
- معماری قرون دهم و یازدهم هجری قمری ۵۶:۴۳
- معماری قرون دوازدهم و سیزدهم هجری قمری ۴۹:۰۸
- مسجد جامع اصفهان ۴۸:۱۴
- مسجد جامع اردستان ۳۰:۵۲
- میدان نقش جهان ۵۲:۲۷
- کاخ چهل ستون ۱۴:۳۶
- کاخ هشت بهشت ۱۷:۰۵
- اعیانی‌های دوران قاجار ۲۹:۱۹
- مزارها ۴۵:۵۴
- برج مقبره‌ها ۴۱:۳۴
- مناره‌ها ۴۲:۰۰

– کلیساها ۳۵:۰۶
- پل‌ها ۴۵:۴۸
- بناهای آبی (بندها، آسیاب‌ها، آب انبارها، یخدان‌ها) ۴۰:۱۳
- حلقه شوشتر (بندها و آسیاب‌های شوشتر) ۳۵:۰۸
- کاروانسراها ۴۸:۴۰
- قلعه‌های کوهستانی ۴۱:۲۸
- قلعه‌ها و ارگ‌ها ۴۷:۳۱
- چهار اقلیم (بناهای شهری) ۴۹:۴۵
- قاعده و استثناء (بناهای روستایی) ۴۷:۰۵
- در تکاپوی زندگی (چادرهای ایلات و عشایر) ۴۲:۵۴
- مرمت آثار باستانی ۴۰:۰۴
- احیاء سنت‌ها ۲۲:۲۸
- در محضر استاد (گفتگو با استاد محمدکریم پیرنیا) ۲۷:۴۴

#### مجموعه مستند تلویزیونی در نقاشی قدیم ایرانی
- سپیده دم از آغاز پیدایش تا انتهای دوره ساسانی (عصر سنگ، عصر سفال، عصر فلز، هخامنشیان، اشکانیان، ساسانیان) دوران پیش از تاریخ، دوران تاریخی ۴۴:۳۳
- ریشه‌ها نقاشی‌های قرون اولیه اسلامی قرون ۱ تا ۴ هجری قمری ۳۶:۲۵
- نقش‌ها و کتابها مکتب جهان اسلامی (عباسی، بغداد) – مکتب سلجوقی قرون ۴ تا ۷ هجری قمری ۳۶:۰۵
- پرواز مکتب مغول قرون ۷ و ۸ هجری قمری ۳۴:۱۸
- اوج مکتب هرات (تیموری) قرن ۹ هجری قمری ۳۵:۲۸
- اعتبار و گسترش مکتب تبریز نیمه اول قرن ۱۰ هجری قمری ۴۱:۱۰
- طرح‌ها و دیوارها مکاتب قزوین و اصفهان قرون ۱۰ تا ۱۲ هجری قمری ۳۶:۵۹
- آغاز بیگانگی ارتباط با غرب (مکتب اصفهان) قرون ۱۱ و ۱۲ هجری قمری ۳۴:۴۷
- از فراز تا فرود مکاتب زند و قاجار قرون ۱۲ و ۱۳ هجری قمری ۳۵:۱۵
- پراکندگی مکتب قاجار قرون ۱۲ و ۱۳ هجری قمری ۲۳:۱۱
- یاد عطر مکتب قاجار (آقا لطفعلی، صنیع الملک، ملک الشعرا صبا و…) قرون ۱۲ و ۱۳ هجری قمری ۳۵:۰۲
- آخر قصه مکتب قاجار (کمال الملک) قرون ۱۳ و ۱۴ هجری قمری ۴۳:۲۲

#### مجموعه مستند تلویزیونی: مروری بر تاریخچه مختصر خط در ایران
- ۴۰:۲۱ – خطوط باستانی
- ۴۳:۰۵ – از کوفی تا نستعلیق
- ۴۹:۱۷ – نستعلیق، از آغاز تا دوره معاصر
- ۳۵:۴۷ – خوشنویسان معاصر ایران
- ۴۴:۰۵ – آثار نقاشی – خط
- ۴۸:۰۸ – حروف چاپی

#### مجموعه مستند تلویزیونی: کارگاه‌های صنایع دستی
- ۱۱:۲۵ – کارگاه‌های وزارت فرهنگ و هنر – کارگاه معرق سازی
- ۱۷:۲۱ – کارگاه‌های وزارت فرهنگ و هنر – کارگاه خاتم سازی
- ۱۲:۳۵ – کارگاه‌های وزارت فرهنگ و هنر – کارگاه منبت کاری
- ۲۰:۴۴ – دیداری از کارگاه قلمزنی و نقره سازی
- ۱۹:۳۴ – دیداری از کارگاه سفال و سرامیک سازی
- ۲۳:۵۴ – دیداری از کارگاه زری بافی و مخمل بافی
- ۱۲:۰۲ – طرحی از گلیم و گلیم دیواری
- ۲۳:۵۶ – دیداری از کارگاه ساز سازی
- ۲۰:۲۱ – نقاشی روی چرم
- ۱۴:۴۴ – دیداری از کارگاه مینا سازی
- ۱۲:۵۹ – دیداری از کارگاه مینیاتور سازی
- ۱۸:۲۵ – دیداری از کارگاه‌های صنایع دستی * ۲۰:۱۹ – موزه هنرهای ملی
- ۳۷:۲۹ – دیداری از کارگاه صحافی سنتی

#### مجموعه‌های مستند ایران‌شناسی
- کارگاه‌های صنایع دستی ۱۴ فیلم ۲۵۰ دقیقه ۵۸ – ۱۳۵۶
- مروری بر تاریخچه مختصر خط درایران ۶ فیلم ۲۶۰ دقیقه ۶۰ – ۱۳۵۹
- بسوی سیمرغ، جستجویی در نقاشی قدیم ایرانی ۱۲ فیلم ۴۴۶ دقیقه ۶۲ – ۱۳۶۰
- معماری ایرانی ۳۳ فیلم ۱۳۷۱ دقیقه ۷۱ – ۱۳۶۲
- بافت قدیم شهرهای ایران و مرکز مطالعات ۳۳ فیلم ۱۲۸۸دقیقه ۱۳۹۰ – ۱۳۷۱
- عمران و بهسازی شهری از زبان متولیان ۶۸ مصاحبه ۳۸۰۰ دقیقه ۱۳۸۸

## افتخارات و جایزه‌ها
- جایزه ویژه جشنواره ABU- توکیو ۱۹۸۴، فیلم پرواز از مجموعه مستند بسوی سیمرغ
- جایزه سوم جشنواره کشورهای غیرمتعهد، بلگراد ۱۹۸۸، فیلم پرواز از مجموعه مستند بسوی سیمرغ
- شرکت در جشنواره ABU – توکیو ۱۹۹۲، فیلم کلیساها از مجموعه مستند معماری ایرانی
- لوح سپاس نخستین جشنواره میراث فرهنگی – تهران ۱۳۷۳، مجموعه مستند معماری ایرانی
- دیپلم افتخار نخستین جشنواره سراسری سیما - زیبا کنار ۱۳۷۴،
- لوح تقدیر نخستین جشنواره فیلم‌های مستند ایرانشناسی کیش ۱۳۷۸، فیلم تبریز - مجموعه مستند بافت قدیم شهرهای ایران
- لوح افتخار نگارش متن نخستین جشنواره فیلم‌های مستند میراث فرهنگی (یادگار) تهران ۱۳۸۱ - فیلم مستند فضای میدان در پایتخت‌های ایران - دوران اسلامی
- تندیس نخل طلا و لوح افتخار نخستین جشنواره آثار برگزیده سینمای مستند ایران - ارگ جدید بم ۱۳۸۱، فیلم پرواز از مجموعه مستند بسوی سیمرغ
- تندیس و لوح افتخار بهترین فیلم مستند آیینی دومین جشنواره فیلم‌های مستند میراث فرهنگی (یادگار) – تهران ۱۳۸۲ - فیلم مشهد اردهال
- لوح افتخار بهترین فیلم مستند سومین جشنواره فیلم‌های مستند میراث فرهنگی (یادگار) تهران ۱۳۸۳ فیلم بم
- مرور بر فیلم‌های مستند «آثار نقاشی خط»، «پرواز» و «در محضر استاد» در سومین جشنواره بین‌المللی فیلمهای کوتاه، اصفهان – ۱۳۸۴
- تندیس و لوح افتخار بهترین فیلم مستند نخستین جشنواره فیلم شهر- تهران ۱۳۸۴- فیلم «نشانه‌های زندگی کشاورزی در بافت قدیم ساری»
- لوح تقدیر نخستین جشنواره فیلم‌های مستند باستان‌شناسی - تهران ۱۳۸۵ - فیلم مرمت آثار باستانی از مجموعه مستند معماری ایرانی
- تندیس و لوح افتخار بهترین فیلم مستند و بهترین پژوهش از چهارمین جشنواره فیلم امام رضا (ع) مشهد ۱۳۸۵ فیلم «جاودانه‌ها»
- لوح افتخار بخش مسابقه نخستین جشنواره فیلم شهید آوینی - تهران ۱۳۸۶- فیلم «جاودانه‌ها»
- لوح تقدیر بهترین فیلم بخش معماری و شهر سومین جشنواره بین‌المللی فیلم شهر- دی۱۳۸۷- فیلم محورهای پیاده

## سوابق اجرائی و داوری
- عضو هیت داوران یازدهمین جشن بزرگ سینمای ایران – بخش مستند – تهران شهریور ۱۳۸۶
- عضو هییت انتخاب دوازدهمین جشن بزرگ سینمای ایران – بخش مستند – تهران شهریور ۱۳۸۷
- عضو هییت انتخاب سومین جشنواره بین‌المللی فیلم پلیس – بخش مستند – تهران آبان ۱۳۸۷
- عضو هییت انتخاب سومین جشنواره بین‌المللی فیلم شهر- بخش مستند – تهران دی ۱۳۸۷
- دبیر اجرایی بخش مستند چهاردهمین جشن بزرگ سینمای ایران – تهران شهریور ۱۳۸۹
- عضو هییت داوران بیست و هفتمین جشنواره بین‌المللی فیلم کوتاه تهران – آبان ۱۳۸۹
- عضو هییت داوران چهارمین جشنواره فیلم انجمن کوه نوردان ایران – تهران اردیبهشت ۱۳۹۰
- عضو هییت انتخاب بخش مستند چهارمین جشنواره بین‌المللی فیلم شهر –- تهران اردیبهشت ۱۳۹۰
- عضو هیئت داوران بخش مستند پانزدهمین جشن بزرک سینمای ایران – تهران شهریور ۱۳۹۰
- عضو هییت داوران دومین جشنواره عکس ایرانشناسی – بنیاد ایرانشناسی – تهران آبان ۱۳۹۱
- عضو هییت داوران نخستین جشنواره فیلم‌های مستند نردبان – شبکه مستند سیما – تهران دی ماه ۱۳۹۱
- عضو هیئت داوران بخش مستند سومین جشنواره بین‌المللی تلویزیونی جام جم – تهران دی ماه ۱۳۹۲
- عضو هییت داوران دومین جشنواره فیلم‌های مستند نردبان -شبکه مستند سیما – تهران اردیبهشت ۱۳۹۳
- عضو هیئت داوران بخش مستند شهر – هشتمین جشنواره بین‌المللی سینما حقیقت – تهران آذرماه ۱۳۹۳